# Cheilanthes notholaenoides
Cheilanthes notholaenoides là một loài thực vật có mạch trong họ Adiantaceae. Loài này được (Desv.) Maxon ex Weath. miêu tả khoa học đầu tiên năm 1936.

## Hình ảnh

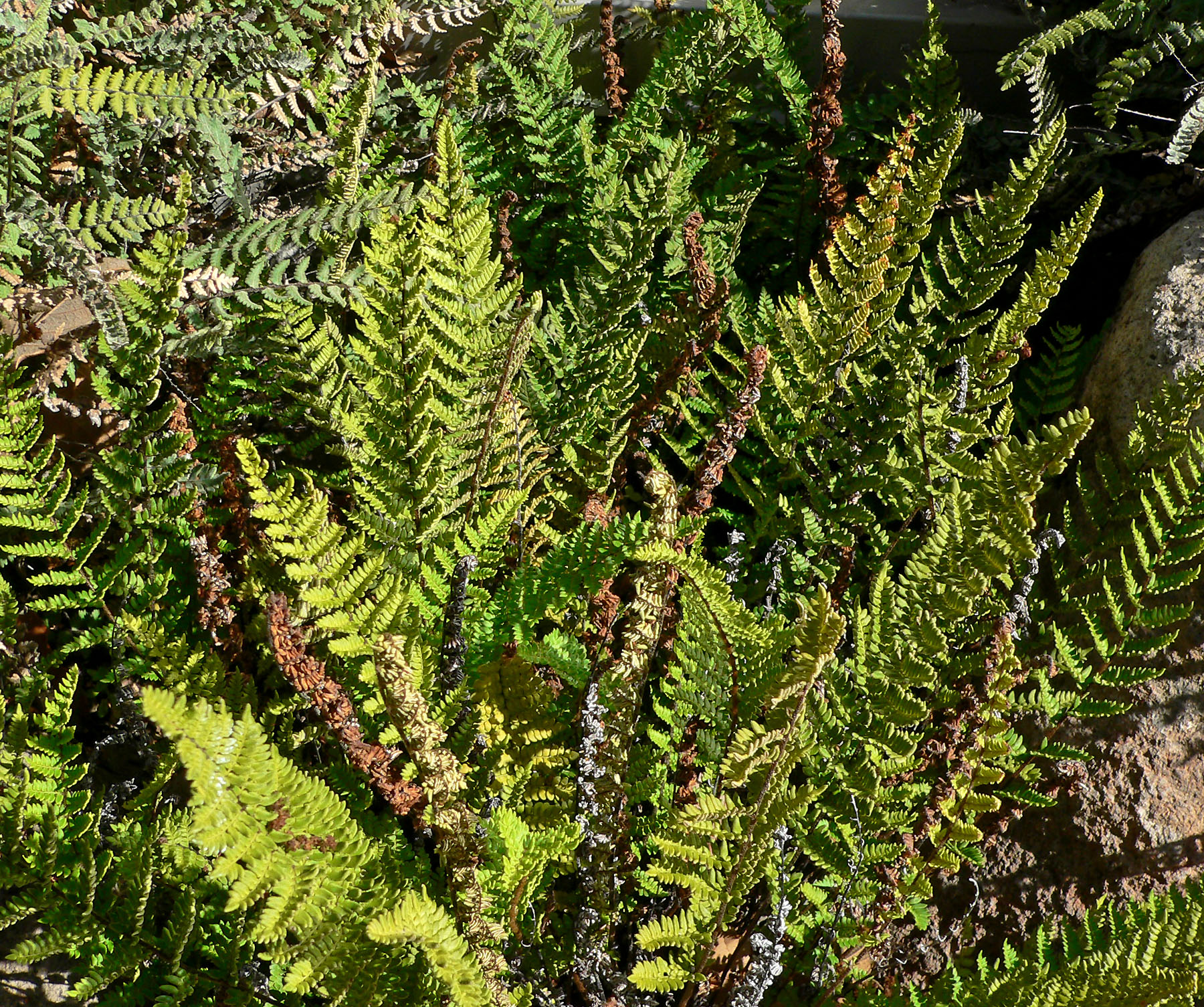
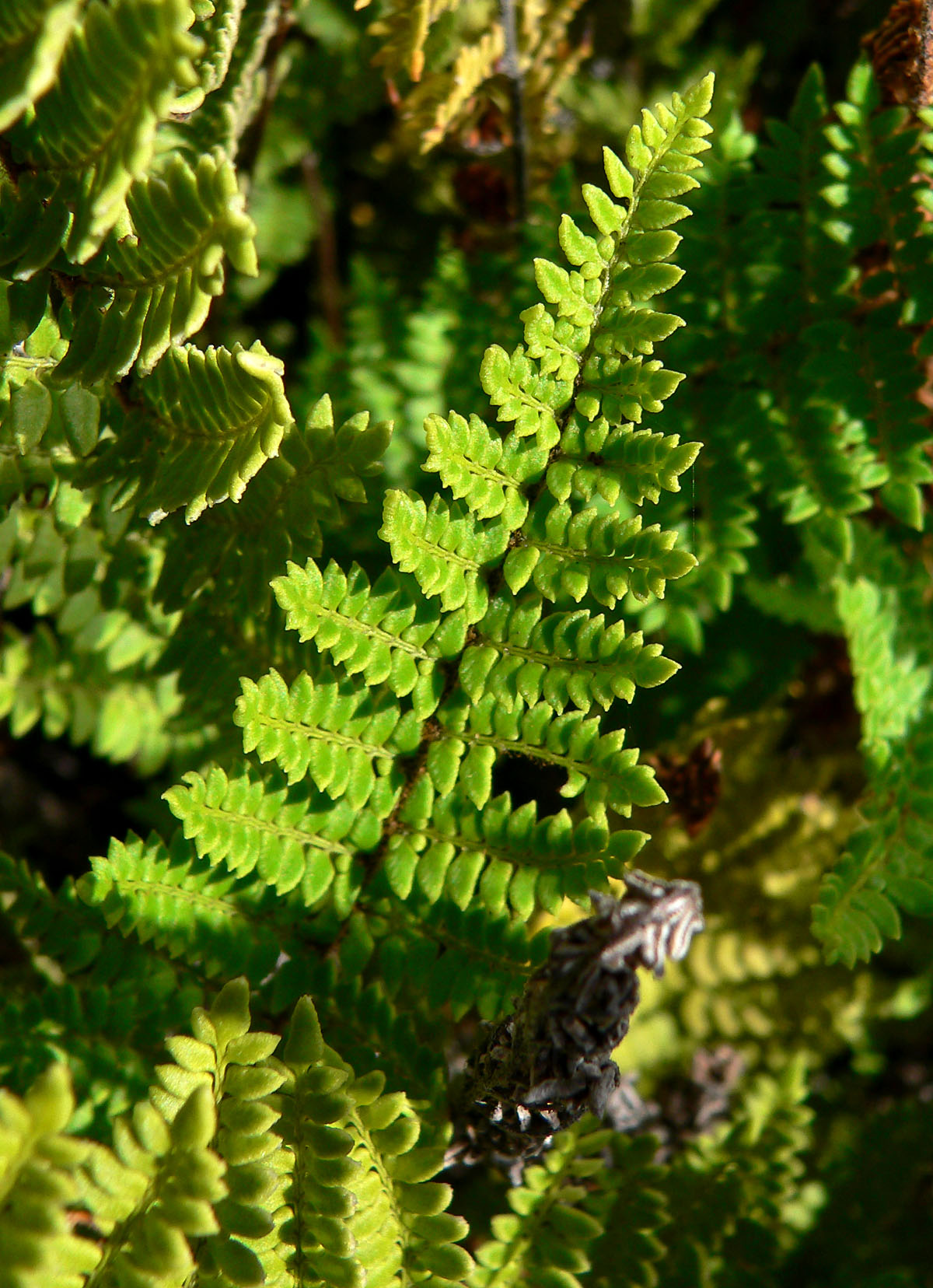